# TESOL
TESOL là từ viết tắt của Teaching English to Speakers of Other Languages - tạm dịch là Dạy tiếng Anh cho người nói các ngôn ngữ khác là một chứng chỉ quốc tế về phương pháp giảng dạy tiếng Anh dành cho giáo viên giảng dạy Anh ngữ tại những quốc gia sử dụng tiếng Anh như một ngoại ngữ; trong đó có Việt Nam.

## Giá trị ứng dụng của TESOL
Theo Hiệp hội Quốc tế TESOL (TESOL International Association) thì TESOL là  chỉ phổ dụng và có giá trị bậc nhất cho những ai muốn  thành giảng viên giảng dạy tiếng Anh theo đúng các chuẩn mực quốc tế.
Những người có bằng TESOL sẽ được công nhận rộng khắp bởi các nhà tuyển dụng là các trưởng khoa, giám đốc nhân sự giáo dục... và các đồng nghiệp. Thêm vào đó, chứng chỉ này cũng giúp học viên mở rộng các lựa chọn về nghề nghiệp, bao gồm các cơ hội giảng dạy tại các trường đại học hay một trường cao đẳng cộng đồng tại Mỹ và một số quốc gia khác (xem Position on Terminal Degree for Teaching English as a Second, Foreign, or Additional Language.)